# Lacanobia nana
Lacanobia nana är en fjärilsart som beskrevs av Abel Dufrane 1932. Lacanobia nana ingår i släktet Lacanobia och familjen nattflyn. Inga underarter finns listade i Catalogue of Life.